# Achaia Clauss

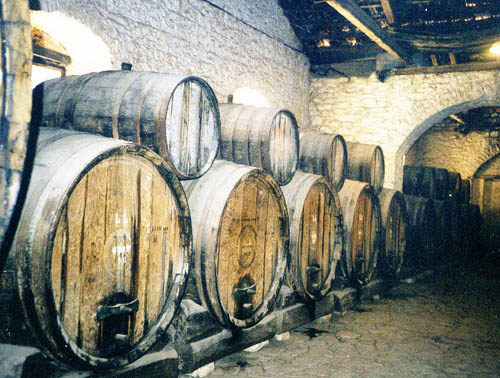
Винодельня Ахея-Клаусс в Ахее с бочками вина мавродафни

Achaia Clauss (рус. Аха́йя Кла́усс, греч. Αχάια Κλάους) — греческая винодельня, расположенная в Патрах, в западной Греции. Компания была основана в 1861 году баварцем Густавом Клауссом. Самое известное вино винодельни — красное вино Мавродафни. Хозяйство долгое время являлось главным спонсором местной баскетбольной команды Апполон Ахайя Клаусс.

## История
В 1859 году, представитель баварской компании Fels and Co. Приобрел земельный участок на высоте около 500 м площадью 60 акров (240 000 кв.м.) у местного землевладельца Георга Костакиса в районе Риганокампос в пригороде Патр. Первоначально Густав Клаусс планировал выращивать черную смородину, однако в дальнейшем он посадил несколько виноградных лоз около своего дома, в качестве хобби.
В 1861 году Густав Клаусс основал винодельню Ахайя Клаусс. Первоначально она управлялась компанией Якоба Клипфеля. Первые годы работы винодельческого хозяйства были чрезвычайно трудными, так как земля часто подвергалась набегам разбойников, которые разграбляли хозяйство. Однако, несмотря на все трудности, предприятию удалось выжить и утвердиться в регионе, благодаря связям руководства хозяйства с баварским королём Отто.
В 1872 году владельцы в Fels and Co. вместе с Теодором Харбургером и Густавом Клауссом основали компания «Achaia Wine Company». С 1873 по 1881 годы компанией управлял Эмиль Верль, а с 1883 года сам Густав Клаусс. С 1908 года компания специализируется на производстве вин Мавродафни и Деместика.
Вскоре после смерти Густава Клаусса компания перешла в руки немца по имени Гудерт. В начале Первой мировой войны правительство Греции конфисковало хозяйство в пользу государства как актив принадлежащий враждебному государству. В 1920 году компания перешла в собственность Влассиса Антонопулоса и с тех пор, за исключением периода Второй Мировой войны, компания очень активно развивается.
Важной вехой в истории компании стал 1955 год, когда в компанию пришёл Константинос Антонопулос. Под его руководством в хозяйстве было обновлено оборудование и набрана команда специалистов. В 1983 году компания запустила новый завод. В 1997 году на должность председателя был утвержден Никос Карапанос.
Со времени своего создания и по настоящее время хозяйство являлась популярным местом для туристов.

## Винодельня
Завод вин Ахайя Клаусс имеет большое количество помещений для хранения общей вместимостью около 7500 тонн. В основном в помещениях хранятся старые вина Мавродафни, столовые вина, и вина Даниелис.

## Известные посетители
На протяжении многих лет хозяйство Ахайя Клаусс посетили большое число известных личностей, среди них: Отто фон Бисмарк, Ференц Лист, Элефтериос Венизелос, Мелина Меркури, императрица Сиси Австрийская, генерал Монтгомери, Александр Флеминг, Варфоломей I (Патриарх Константинопольский), Павлос Кундуриотис, Аристотель Онассис, Омар Шариф, король Швеции Густав Адольф, греческие короли Георг I, Константин I и Георг II, принцесса Великобритании Александра, королева Швеции Луиза, греческие королевы Ольга и София, принцесса греческая и датская Мария Бонапарт, Надя Команечи, Танос Микруцикос, Манолис Глезос, Агнес Бальца, Каролос Папульяс.

## Ресурсы
- Μούλιας, Χρήστος, 2000: Το λιμάνι της σταφίδας. Εκδόσεις Περί Τεχνών: Πάτρα ISBN 960-86814-0-5